# Rudolf Baumgartner
Rudolf Baumgartner   (Zúric, 14 de setembre de 1917 - Siena, 22 de març de 2002) va ser un violinista suís, director d'orquestra i arranjador d'obres de música clàssica.
Rudolf Baumgartner va estudiar violí amb Stefi Geyer, la companya de música de cambra del qual estava al Stefi Geyer Quartet. Després va realitzar nous estudis de violí a París i Viena. Fins a 1956 va ser segon concertista al "Collegium Musicum Zurich". El 1943 es va casar amb l'escultora zuriquesa Katharina Sallenbach. El 1945 fou co-fundador de lOrquestra de Cambra de Zuric. El 1956, juntament amb Wolfgang Schneiderhan, l'assistent del qual va estar a les classes magistrals de Lucerna i Salzburg fins al 1959, va fundar el Festival d'Orquestra de Cambra de Cordes de Lucerna, del qual va ser director fins al 1998. Del 1960 al 1987 va ser director del Conservatori de Lucerna. El 1968 va ser nomenat director artístic del "Festival Internacional de Música" (avui Festival de Lucerna) (fins al 1980). El 1979 va rebre el Premi de Cultura de Suïssa Central i el 1991 va esdevenir ciutadà honorari de la ciutat de Lucerna.
També va encarregar a compositors coneguts com Peter Mieg: Així, el 1950, el Divertiment per a oboè i trio de corda o el 1978, el Triple concert en el goût italià per a violí, viola, violoncel i orquestra de corda.